# Shore Porters Society

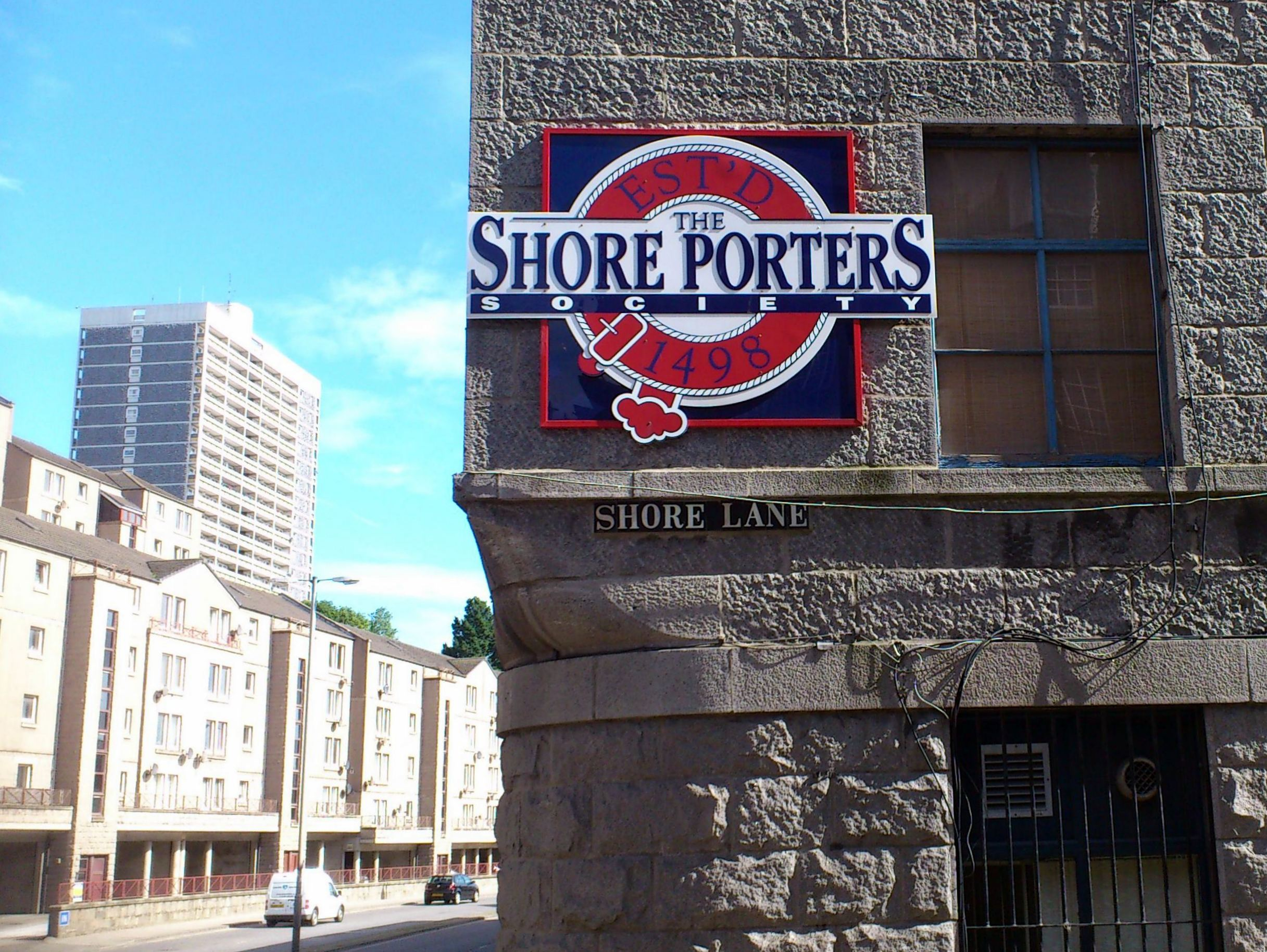

A Shore Porters Society é uma empresa de mudanças, transporte e armazenamento sediada em Aberdeen, na Escócia, estabelecida por ata do conselho local de 22 de junho de 1498. 
A empresa surgiu como um grupo ou cooperativa de carregadores que trabalhavam em Aberdeen Harbour. Em 1666, foram fundadas duas unidades comerciais, o Departamento de Transporte Geral ou o Departamento de Cavalos e Vans, e o Departamento de Propriedade e Armazenagem, que previa membros aposentados e doentes. Até meados do século XIX, a sociedade era controlada pelo Conselho da Cidade de Aberdeen. Agora é uma parceria privada controlada por seis parceiros, seis membros aposentados e duas viúvas. 

A Sociedade também opera sob o nome comercial de Rumsey & Son de Richmond-upon-Thames, que originalmente era uma empresa familiar fundada em 1921. A Shore Porters Society adquiriu a empresa em 1992 como removedor doméstico no sudoeste de Londres.